# 甲子温泉
甲子温泉（かしおんせん）は、福島県西白河郡西郷村（旧国陸奥国、明治以降は磐城国）にある温泉。

## 泉質
- カルシウム・ナトリウム硫酸塩泉

## 温泉宿
国道289号（甲子道路）甲子大橋から阿武隈川の谷底へ細い道を下った先に、一軒宿の「大黒屋」がある。大黒屋の駐車場を抜けた先は甲子岳へ向かう登山道となっている。この登山道はかつて国道289号の自動車通行不能区間（西郷村 - 下郷町間の6.9km）だったが、全国に散在する同様の区間の中で唯一国道標識が立てられていたため、酷道マニアの間では「登山道国道」として有名であった。2008年9月の甲子道路の開通に伴い国道の指定から外れ、即日標識も撤去されている。1970年の国道指定当初、大黒屋の所有地の一部が測量ミスにより国道の一部に組み込まれてしまったため、甲子峠のバイパス開通時に正式に土地を返還するまでの間は、国道であることの証明として国道標識が建てられていたものである。

## 歴史
1384年に州安和尚によって発見されたといわれる。名称はこの年が干支で「甲子（きのえね）」であったことに因む。江戸時代になってから、元会津藩の浪人によって温泉宿が開かれた。松平定信もこの湯を好み、この地に別荘を築いた。
1961年には、この地から温泉を引湯して、新甲子温泉ができた。

## アクセス
- JR新白河駅より送迎バスで約40分
- 東北自動車道 白河ICより約40分